# إدوين ويليام شولتز
إدوين ويليام شولتز (بالإنجليزية: Edwin William Schultz)‏ هو عالم أمراض أمريكي، ولد في 12 ديسمبر 1887 في لوميرا في الولايات المتحدة، وتوفي في 2 يناير 1971 في Stanford University Medical Center ‏ في الولايات المتحدة.